# Fru
Fru är en artighetstitel för en gift kvinna och används även ofta synonymt med hustru.
Under medeltiden var frutiteln en formell titel (latin: domina) reserverad för kvinnor inom kungahuset, riddares hustrur och högreståndskvinnor som gått i kloster. Det användes senare mer allmänt inom adeln, och blev allmänt använt även i andra samhällsklasser under andra hälften av 1800-talet. Sedan sent 1960-tal har bruket av titlar gradvis blivit allt ovanligare i Sverige, bland annat på grund av den så kallade dureformen. Fru används emellertid fortfarande i kombinationen fru talman, vilket är tilltalet till Riksdagens talman när denna är en kvinna. 

## Motsvarigheter på andra språk
För gifta kvinnor används följande titlar på olika språk:
- Danska: Fru
- Engelska: Mrs
- Finska: Rouva
- Franska: Madame
- Hebreiska: גברת (Giv'eret)
- Norska: Fru
- Spanska: Señora
- Tyska: Frau
- Nygrekiska: Κυρία (Kyria)
- Somaliska: Afo